# مردم عفار
عفارها قومیتی در شاخ آفریقا هستند که با نام داناکیل نیز شناخته می‌شوند. بخش عمده مردم عفار در ناحیه عفار واقع در اتیوپی و شمال جیبوتی زندگی می‌کنند. البته گروهی از آنان نیز در نقطه جنوبی اریتره ساکن می‌باشند.

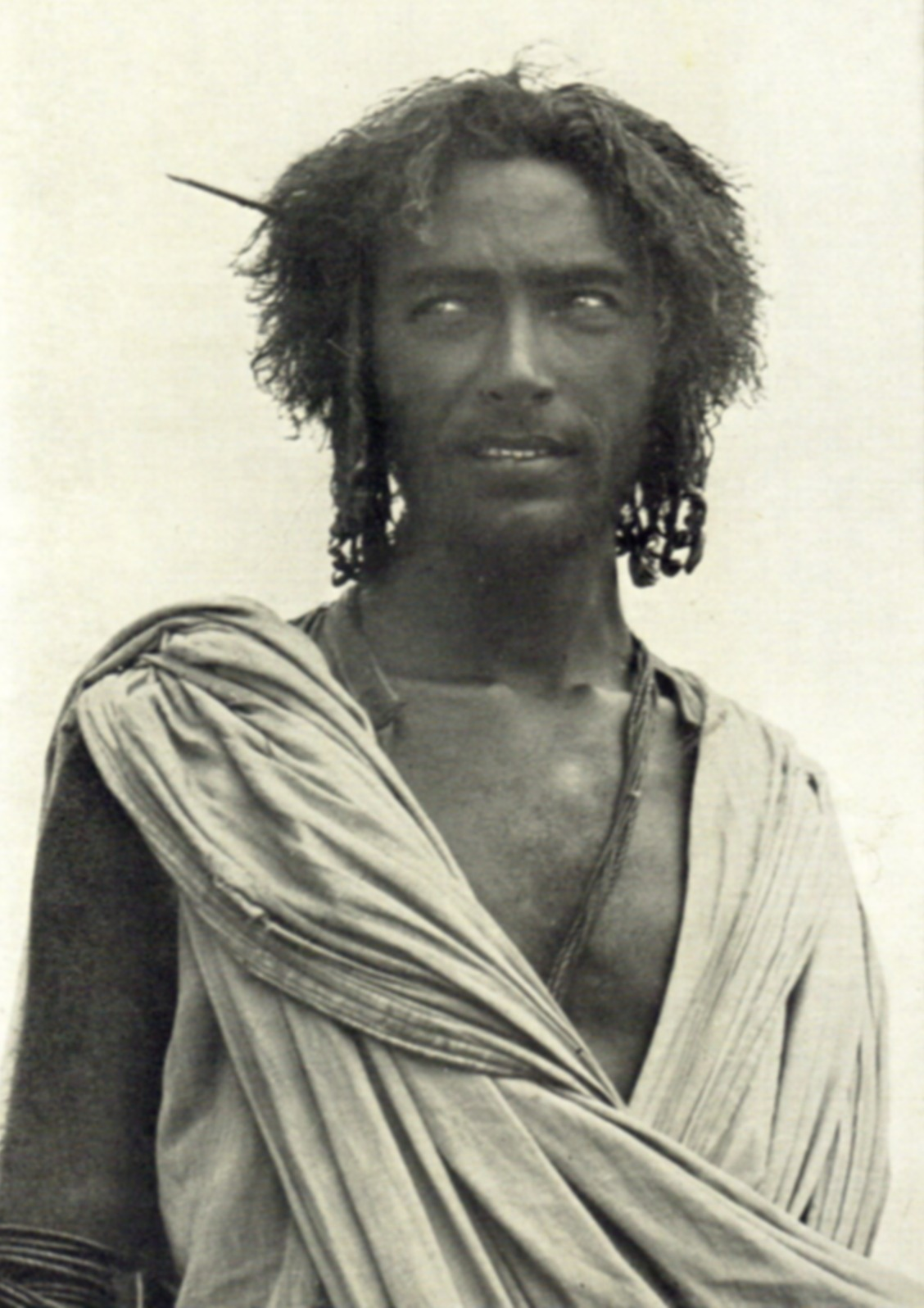
یک مرد صحرانشین عفار